# La metamorfosis
La metamorfosis (en alemán: Die Verwandlung, también traducido como La transformación) es una novela corta escrita por Franz Kafka en 1915. La historia trata sobre Gregorio Samsa, cuya repentina transformación en un enorme insecto dificulta cada vez más la comunicación de su entorno social con él, hasta que es considerado intolerable por su familia.   
Con un volumen de unas 70 páginas impresas, es el más largo de los relatos que Kafka terminó y publicó durante su vida. El texto se publicó por primera vez en 1915 en el número de octubre de la revista Die Weißen Blätter bajo la dirección de René Schickele. La primera edición en formato de libro apareció en diciembre de 1915 en la serie Der jüngste Tag, editada por Kurt Wolff.

## Argumento

### Primera parte
Una mañana, después de un sueño intranquilo, Gregorio Samsa trata de levantarse para asistir a su trabajo, pero se da cuenta de que durante la noche se ha transformado en un monstruoso insecto; al darse cuenta de lo tarde que es, intenta comenzar sus actividades diarias habituales, pero al estar acostado sobre su espalda, no logra levantarse de la cama.
El gerente de su trabajo llega a casa de Gregorio después de preguntar la razón del retraso tan inusual en Gregorio. Después de largos y penosos esfuerzos, Gregorio, cuya voz peculiar trata de engañarlo y rechaza abrir la puerta y asomar la cabeza por el resquicio. El gerente se impacienta por la falta de explicaciones de Gregorio y comienza a agobiarlo con reproches por su falta de rendimiento, pero, al verlo convertido en un insecto, huye horrorizado.

### Segunda parte
La familia de Gregorio pasa duros momentos por el miedo a que se sepa que albergan a un monstruo como él en su casa. Su padre comienza a odiarlo. Su madre todavía le muestra cierta piedad ya que es su hijo, pero se desvanece después de verlo. Su hermana Grete supera su repulsión y todos los días lo alimenta y limpia su habitación. Gregorio se esconde para que ella no pueda verlo y para no hacerla sufrir. No obstante, Gregorio quisiera que ella lo viera para así recibir un poco de amor. Un día, Grete y su madre, al descubrir que la nueva afición de Gregorio es moverse por la habitación, tanto por las paredes como por el techo, deciden sacar sus muebles para facilitarle la tarea. Gregorio, a pesar de notar la buena acción, se siente despojado de sus bienes materiales. La operación duró bastante; la madre declaró que más valía dejar un baúl muy pesado donde estaba ya que el padre no tardaría en llegar y porque no era seguro que a Gregorio le agradara que se retiraran los muebles, por desgracia la hermana no compartía esta opinión y como se había acostumbrado a actuar como una experta frente a los padres en todo a lo que Gregorio se refería insistió en aclarar que se retiraría todo con excepción de un sofá. Una vez despojado de la mayoría a excepción de su sillón y un cuadro que a él le gustaba, decide, como último recurso, posarse sobre la pintura; cuando la madre y Grete deciden volver a entrar a la habitación, observan a Gregorio y la madre se desmaya; Grete sale de esta a buscar algo para despertarla y Gregorio sale tras de ella, preocupado, intentando ayudar también. La hermana vuelve a entrar a la habitación y cierra la puerta, llega el padre, y su hija Grete le comenta lo que había sucedido. Su padre, pensando en que su hijo llevó a cabo una actitud violenta contra su familia, comienza a arrojarle manzanas para hacerlo retroceder; una le golpea en la espalda y queda incrustada en ella.

### Tercera parte
Nadie cuida a Gregorio y su herida se infecta. Como Gregorio ya no puede trabajar para ayudar a su familia, la familia alquila una parte de la vivienda a tres personas de carácter serio. Pese a su invalidez, su familia termina por aceptarlo. Pese a ello, una tarde Gregorio sale de su habitación atraído por la música interpretada al violín por su hermana.
Por desgracia, los tres inquilinos lo ven y deciden marcharse de inmediato y sin pagar, no por su presencia, ya que este se les hacía curioso, sino por el mal trato que reciben de la familia al intentar que no lo vieran. Enfrentada a una situación sin remedio, su hermana propone entre lágrimas deshacerse de Gregorio. Todos están de acuerdo porque creen que han hecho todo lo que han podido, pero no saben qué hacer. Sin embargo, Gregorio, ya sin alimentarse desde hacía días, es encontrado muerto por la sirvienta y desechado a la basura. 
Ligeramente apenados, pero sobre todo aliviados, la familia se alegra de poder comenzar una nueva vida y salen para dar un paseo. Los padres se dan cuenta de que Grete se ha convertido en una joven agraciada y comienzan a planear cómo casarla.

## Personajes

### Gregorio Samsa
Gregorio Samsa es el protagonista de la historia, tiene unos 29 años, es un hombre muy inteligente que trabaja como viajero de comercio, con lo que mantiene a su hermana Greta y a sus padres. 
Se despierta una mañana como un monstruoso insecto. Tras la metamorfosis, Gregorio se encuentra incapacitado para trabajar, y esto obligará a su padre, a su madre y a su hermana, a trabajar para sustentarse. Pasa la mayor parte del tiempo en su habitación y es testigo del abandono y el desdén de parte de su familia, que crece poco a poco. A veces sale de su habitación para recorrer la casa en secreto.

### Grete Samsa
Grete es la hija pequeña de la familia y hermana de Gregorio, tiene 17 años. Se convierte en la cuidadora de Gregorio desde que este se transforma en insecto. Al principio Gregorio y Grete tenían una relación muy íntima pero irá cambiando paulatinamente. Grete al principio se ofrece como voluntaria para alimentarlo y limpiarle la habitación, pero cada día se despreocupa más por él. Ella toca el violín y parece tener cualidades como para ir al conservatorio musical, un sueño que secretamente Gregorio quería hacerle cumplir. Para aumentar los ingresos de la familia, Grete empieza a trabajar como dependienta en una tienda. Es quien propone al final, la idea de dejar morir a Gregorio, luego de que este hubiese, en teoría, ahuyentado a los inquilinos de su casa.

### Señora Samsa, madre de Gregorio
La señora Samsa es la madre de Gregorio. Al principio de la historia se encuentra conmocionada por su transformación aunque quiere entrar en su habitación. En ella se crea un conflicto interno, una fuerte lucha entre la repulsión que le produce el bicho y su instinto materno. Es asmática, lo que impide que pueda trabajar. En una ocasión se desmaya al encontrarse a Gregorio, lo que hace enfadar a Grete.
La madre no ve a su hijo como un insecto, al contrario, lo ve como un humano, es la única que no piensa mal de él.

### Señor Samsa, padre de Gregorio
El señor Samsa es el padre de Gregorio. Después de la metamorfosis, se ve obligado a volver a trabajar para sustentar económicamente a la familia y pagar la deuda. Su actitud frente a la transformación de su hijo es de asco y, posiblemente, de miedo, y lo ataca en múltiples ocasiones.

### Los tres huéspedes
Debido a la necesidad de dinero de la familia tras la transformación de Gregorio, deciden alquilar un cuarto a tres inquilinos. Son los tres de un carácter serio e inquisitivo. Estos se van luego de la aparición de Gregorio, mientras Grete toca el violín.

### El gerente
Es otro personaje inquisitivo. Este se entera de que Gregorio es un insecto. Cuando comprueba que Gregorio no ha tomado el tren que lo debería llevar a otra ciudad a trabajar, acude a casa de este, entrando casi hasta su habitación sin ningún tipo de respeto por su intimidad. Reprime a Gregorio llamándolo irresponsable y vago por no haber salido a trabajar y por el poco rendimiento que, según él, está teniendo.
Cuando Gregorio sale de su habitación, el apoderado se asusta y de una manera muy cómica sale disparado de la casa por las escaleras.

### Criadas
La primera no tiene mucha importancia. La segunda, en cambio, le tenía miedo y le pidió a los padres de Gregorio que la dejaran encerrada en la cocina. Es la tercera criada quien no le teme a Gregorio y lo visita constantemente.

### La asistente
Es una mujer mayor que es contratada luego de que los Samsa echan a la sirvienta por los problemas económicos que tienen. Trabaja menos horas, por lo que la madre de Gregorio debe realizar varias tareas de la casa. Al mismo tiempo, la asistenta no le tiene miedo a Gregorio; incluso una vez lo enfrenta amenazándolo con una silla. Al mismo tiempo, lo llama "pedazo de bicho" y lo contempla con cierta fascinación. También es ella quien descubre a Gregorio muerto y quien se deshace del cadáver.

## Interpretaciones
Como la mayoría de las obras de Kafka, La metamorfosis también despierta la inclinación de muchos entendidos a una interpretación religiosa (Max Brod) o psicológica. Es particularmente común interpretar La Metamorfosis como una expresión del complejo paterno de Kafka, como sugirió por primera vez Charles Neider en 1948. Además del enfoque psicológico, las interpretaciones centradas en aspectos sociológicos que ven a la familia Samsa como un retrato de las condiciones sociales generales, también han ganado un gran número de seguidores.
Vladimir Nabokov rechazó tales interpretaciones, señalando que no están a la altura del arte de Kafka. En su lugar eligió una interpretación orientada hacia el detalle artístico pero excluyó categóricamente cualquier intento de descifrar un nivel de significado simbólico o alegórico. Argumentando contra la popular teoría del complejo paterno, señaló que es la hermana, más que el padre, quien debe ser considerada la persona más cruel de la historia, ya que es la que apuñala por la espalda a Gregorio. Para Nabokov, el tema central de la narración es la lucha del escritor por la existencia en una sociedad repleta de filisteos que lo destruye paso a paso. Comentando el estilo de Kafka, escribe: «La transparencia de su estilo subraya la oscura riqueza de su mundo de fantasía. El contraste y la uniformidad, el estilo y lo representado, la representación y la fábula están perfectamente entrelazados».
En 1989, Nina Pelikan Straus escribió una interpretación feminista de La metamorfosis, poniendo en primer plano la transformación del personaje principal, la hermana de Gregorio, Grete, y poniendo en primer plano la familia y, en particular, la transformación de la hermana menor en la historia. Según Straus, los críticos de La metamorfosis han subestimado el hecho de que la historia no solo trata de Gregorio sino también de su familia y especialmente de la metamorfosis de Grete, ya que es principalmente Grete, como mujer, hija y hermana, de quien dependen las resonancias sociales y psicoanalíticas del texto.
En 1999, Gerhard Rieck señaló que Gregorio y su hermana Grete forman un par, lo que es típico en muchos de los textos de Kafka: Se compone de una persona pasiva, más bien austera y otra activa, más libidinal. La aparición de figuras con personalidades casi irreconciliables que forman pares en las obras de Kafka ha sido evidente desde que escribió su cuento Descripción de una lucha (el narrador y su "conocido"). También aparecen en La condena (Georg y su amigo en Rusia), en sus tres novelas (como Robinson y Delamarche en América), así como en sus cuentos Un médico rural (el médico rural y el novio) y Un artista del hambre (el artista del hambre y la pantera). Rieck ve estos pares como partes de una sola persona (de ahí la similitud entre los nombres Gregorio y Grete), y en definitiva como los dos componentes determinantes de la personalidad del autor. No solo en la vida de Kafka, sino también en su obra, Rieck ve la descripción de una lucha entre estas dos partes.
Reiner Stach sostuvo en 2004 que no se necesitaban explicaciones elocuentes para aclarar la historia y que esta era convincente por sí misma, autónoma, incluso absoluta. Cree que indudablemente el relato habría sido admitido en el canon de la literatura mundial incluso si no hubiéramos sabido nada de su autor.
Según Peter-André Alt (2005), la figura del insecto se convierte en una expresión drástica de la existencia privada de Gregorio Samsa. Reducido a cumplir con sus responsabilidades profesionales, ansioso por asegurar su ascenso y atormentado por el miedo a cometer errores comerciales, es la criatura de una vida profesional funcionalista.
En 2007, Ralf Sudau manifestó que debía prestarse especial atención a los motivos de abnegación y desprecio de la realidad. El comportamiento anterior de Gregorio se caracterizó por la auto-renuncia y su orgullo de ser capaz de proporcionar una existencia segura y tranquila a su familia. Cuando se encuentra en una situación en la que él mismo necesita atención y asistencia y corre el riesgo de convertirse en un parásito, no quiere admitir este nuevo rol para sí mismo y se siente decepcionado por el trato que recibe de su familia, que se está volviendo cada vez más despreocupada e incluso hostil con el tiempo. Según Sudau, Gregorio oculta su nauseabundo aspecto bajo el canapé y se muere de hambre poco a poco, cumpliendo así con el deseo más o menos evidente de su familia. Su gradual emaciación y "autorreducción" muestra signos de una fatal huelga de hambre (que por parte de Gregorio es inconsciente e infructuosa, por parte de su familia no entendida o ignorada). Señala además que el estilo de representación de Kafka se caracteriza, por un lado, por una interpenetración idiosincrásica de realismo y fantasía, una mente mundana, racionalidad y claridad de observación, y por otro lado por la locura, la extravagancia y la falacia. También señala los elementos grotescos y tragicómicos del cine mudo.
Volker Drüke (2013) cree que la metamorfosis fundamental de la historia es la de Grete. Ella es el personaje al que se dirige el título. A la metamorfosis de Gregorio le sigue su languidez y finalmente su muerte. Grete, por el contrario, ha madurado como resultado de las nuevas circunstancias familiares y ha asumido la responsabilidad. Al final –después de la muerte del hermano– los padres también notaron que su hija, "que se estaba volviendo cada vez más animada, había florecido [...] en una joven hermosa y voluptuosa", y quieren buscarle una pareja. Desde este punto de vista, la transición de Grete, su metamorfosis de niña a mujer, es el tema subtextual de la historia.

## Traducción del título al español
Desde sus primeras ediciones en español el título Die Verwandlung se ha presentado como La metamorfosis. En los últimos años, desde comienzos del siglo XXI, varias editoriales y traductores han preferido traducir el título como La transformación.
Esto se debe -según los valedores del nuevo título-  a que en alemán la voz Verwandlung corresponde a 'cambio', 'transformación', 'conversión', 'reducción', 'mutación', y solo como 'metamorfosis' cuando apunta al lenguaje de la mitología clásica. De hecho, la palabra en alemán para denominar metamorfosis, es Metamorphose, término que registra claramente su equivalencia y que le haría prescindir de la voz Verwandlung para su traslación idiomática. Esto supone además, la existencia de otro sustantivo con valor semántico independiente. Por ello, y además, optar por la palabra metamorfosis podría significar elegir un sustantivo muy concreto y atinente a cierto sector de la literatura, como es en este caso, la griega. De ahí en adelante «pueden cometerse errores hermenéuticos peculiares y sesgados, como valorar la obra por su carácter de 'fantástica transmutación' o 'suceso extraordinario', tan propios de las artes escritas en Grecia, pero impropias en la narrativa kafkiana».
Sin embargo, este argumento no convence a todos los lectores y traductores y una gran parte sigue prefiriendo mantener en español el título La metamorfosis. Para los partidarios de conservar este título, las razones son diversas. Entre ellas pueden citarse las siguientes. La palabra metamorfosis es de uso común entre los hablantes; el DRAE la recoge con el significado, en su primera acepción, de "transformación de algo en otra cosa"; de hecho, ya se encuentra utilizada de esta manera en los clásicos de la lengua, incluido Cervantes. En todo caso, la palabra tal vez tiene el matiz para el hablante culto de "cambio completo, radical y definitivo" (que el DRAE no recoge). Muchos lectores no creen que la palabra metamorfosis en el título tenga connotaciones distorsionadoras de la biología, la mitología ni de la literatura romana; y otros perciben una referencia a la tradición literaria de Las Metamorfosis de Ovidio, pero la consideran incluso positiva o enriquecedora. Entienden que los primeros traductores del libro al español actuaron con base en estos criterios y que no es necesario ni conveniente enmendar su trabajo. Como argumento secundario, se puede aducir que esas traducciones iniciales han dejado una influencia profunda, porque eran acertadas, y hoy el libro de Kafka se identifica con el título La metamorfosis, que está plenamente consolidado; el modificarlo produce una confusión innecesaria. Por otra parte, la propuesta de corregir el título solo afecta a algunos editores de la península ibérica (y no a todos); en la América hispanohablante no se ha visto la misma necesidad.

## Traducciones al español
La primera traducción al español fue publicada sin firma en los números 24 y 25 de la Revista de Occidente, en el año 1925. Margarita Nelken ha declarado ser la autora de esta traducción. Otro escritor que ha reconocido explícitamente ser traductor de este cuento es Jorge Luis Borges, en una carta a Victoria Ocampo de principios de la década del 40, aunque años más tarde lo negaría en reiteradas entrevistas. En 1938, la editorial Losada publicó esta versión, con algunas correcciones, junto con otros cuentos también traducidos por Borges.    
En 2003 apareció la traducción de Juan José del Solar, con el título de La transformación, en el primer volumen de las Obras completas de Kafka publicadas por Galaxia Gutenberg.    
En 2023 apareció una nueva edición de la narración de Kafka, traducida por Juan José Q. Soubriet, con el título de La transformación.

## Otras traducciones

### Inglés
- 1937: A.L. Lloyd.
- 1961: Edwin Muir y Willa Muir.
- 1992: Malcolm Pasley (titulada "The Transformation").
- 2014: Christopher Moncrieff.
- 2014: Susan Bernofsky.
  - 2014: audio por Edoardo Ballerini.

### Guaraní
- 2020. Oñemoambuéva, por Mauro Lugo.

## Adaptaciones

### Teatro
- 2024: Metamorfosis, adaptación teatral de Carlos Be.[18]

### Cine
- 1962: una película venezolana de Ángel Hurtado.[19][20]
- 1975: una película para televisión de Jan Němec.[21]
- 1977: un corto animado de Caroline Leaf.[22]
- 1987: una película para televisión de Jim Goddard, con Tim Roth como Gregor Samsa.[23]
- 1993: corto español de Carlos Atanes.[24]
- 2002: largometraje de Valery Fokin.[25]
- 2004: corto español de Fran Estévez.[26]
- 2012: largometraje de Chris Swanton.
- 2017: largometraje indio Swaroopa de Dharmasena Pathiraja.[27]